# Wonder Stories
Wonder Stories – jedno z pierwszych amerykańskich czasopism science-fiction, wydawane w latach 1929-1955. Jego założycielem był Hugo Gernsback po tym, jak w 1929 przestał kontrolować swoje czasopismo „Amazing Stories”, przez bankructwo swojej firmy medialnej, Experimenter Publishing. Po kilku miesiącach od bankructwa Hugo Gernsback założył trzy kolejne czasopisma: „Air Wonder Stories”, „Science Wonder Stories” i „Science Wonder Quarterly”.
„Air Wonder Stories” i „Science Wonder Stories” zostały połączone w 1930 jako „Wonder Stories”, a kwartalnik został przemianowany na „Wonder Stories Quarterly”. Magazyny te nie odniosły sukcesu finansowego. W 1936 Gernsback sprzedał „Wonder Stories” firmie Ned Pines z Beacon Publications, gdzie po zmianie nazwy na „Thrilling Wonder Stories” wydawanie magazynu kontynuowano przez prawie 20 lat. Ostatni numer został wydany zimą 1955, a tytuł został następnie połączony ze „Starling Stories”, kolejnym magazynem science fiction  wydawanym przez Pinesa.
Nakład w 1934 wynosił 25.000. W porównaniu do „Amazing Stories”, które w tym samym czasie miało nakład w wysokości około 100.000 było to niezwykle mało.

## Tło powstania
Pod koniec XIX wieku historie opowiadające o wynalazkach naukowych i osadzone w przyszłości, inspirowane twórczością Julesa Verne pojawiały się regularnie w popularnych magazynach. Takie czasopisma jak „Munsey's Magazine”, czy „The Argosy” wydane odpowiednio w 1889 i 1896, zawierały kilka opowiadań science fiction każdego roku. Na początku XX wieku zaczęły pojawiać się magazyny traktujące typowo o science-fiction, choć ten podgatunek literatury jeszcze nie był w ten sposób nazywany. Pierwsze czasopismo tego typu, „Amazing Stories” zostało założone przez Hugo Gernsbacka w 1926. Dzięki temu science-fiction mogło zaistnieć jako odrębny gatunek literacki. Pod koniec lat 30. XX wieku rozpoczęła się tak zwana Złota Era Fantastyki Naukowej. „Wonder Stories” zostało wydane właśnie w trakcie jej trwania i istniało aż do połowy lat 50.
„Science Wonder Stories” w pierwszym numerze opublikowały deklaracją Gernsbacka, który obiecywał, że w piśmie będą publikowane wyłącznie utwory, które powstały na bazie praw naukowych na podstawie aktualnego stanu wiedzy ludzkiej.